# Pabulatrix pabulatricula
Pabulatrix pabulatricula is een vlinder uit de familie uilen (Noctuidae). De wetenschappelijke naam is voor het eerst geldig gepubliceerd in 1791 door Brahm.
De soort komt voor in Europa.